# Götshangpa Gönpo Dorje
| Tibetische Bezeichnung                                  |
| ------------------------------------------------------- |
| Wylie-Transliteration: rgod tshang pa mgon po rdo rje   |
| Chinesische Bezeichnung                                 |
| Vereinfacht: 郭仓巴・贡布多杰; 郭仓巴•衮波多杰          |
| Pinyin:Guocangba Gongbu Duojie; Guocangba Gongbo Duojie |

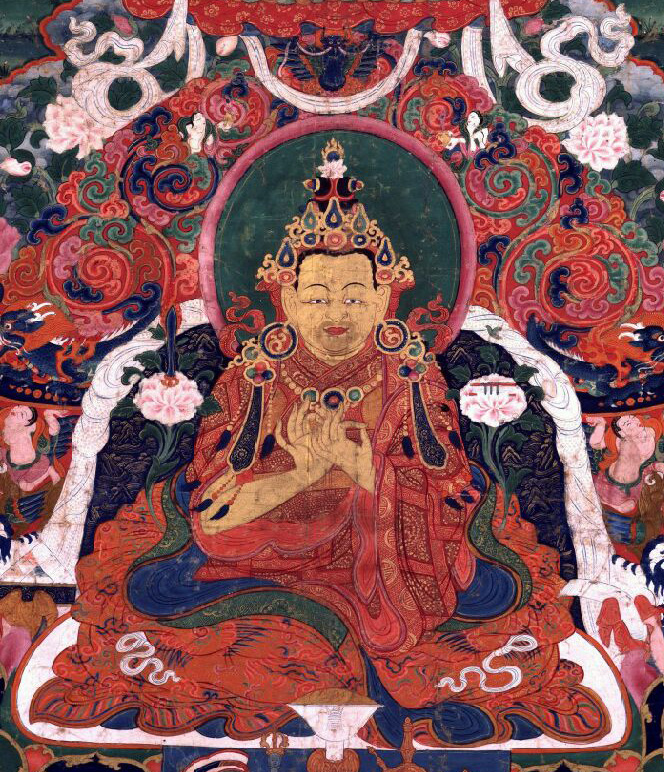
Götshangpa Gönpo Dorje

Götshangpa Gönpo Dorje (tib. rgod tshang pa mgon po rdo rje; geb. 1189; gest. 1258) war ein Mahasiddha der Drugpa-Kagyü-Schule des tibetischen Buddhismus, der für seine Nyamgur (nyams mgur; d. h. Gesänge über die spirituellen Erfahrungen auf dem Pfad zur Erleuchtung) bekannt war und von dem es heißt, er sei eine Emanation von Milarepa gewesen. Sein ursprünglicher Name ist Döndrub Sengge (don grub seng ge). Seine Wirkungsstätte war das Götshang-Kloster in Lhünzhub, worauf auch sein Name Götshangpa zurückzuführen ist.

## Leben
Er stammte aus Lhodrag (Lhozhag) in Südtibet, zog aber nach Zentraltibet, wo er seinen Hauptlehrern, Tsangpa Gyare Yeshe Dorje (gtsang pa rgya ras ye shes rdo rje; 1161–1211) und Sanggye Ön (sangs rgyas dbon; 1250–1296), begegnete.
Er gründete den als Obere Drugpa-Tradition (stod 'brug) bekannten Zweig der Drugpa-Kagyü (´brug pa bka´ brgyud; chin. Zhuba zhipai 竹巴支派)-Schule. Gyelwa Yanggönpa (rgyal ba yang dgon pa; 1213–1287) und Orgyenpa Rinchen Pel (o rgyan pa rin chen dpal; 1230–1309), Madunpa (ma bdun pa, ca. 1198–ca. 1265) und Bari Chilkarwa (ba ri spyil dkar ba, 1228–1300) zählten zu seinen bekanntesten Schülern.
In seinen späteren Lebensjahren gründete Götshangpa den Blauen Annalen zufolge zahlreiche Klöster, darunter Tengdro 登卓 [steng gro], Pungdra 崩扎 [spung dra], Jangling 强林 [byang gling], Dechenteng 德庆登 [bde chen steng] und Bardrok Dorjeling 拔卓多吉林 [bar 'brog rdo rje gling].